# Flozell Adams
Flozell Jootin Adams (* 18. Mai 1975 in Chicago, Illinois), Spitzname: The Hotel ist ein US-amerikanischer ehemaliger American-Football-Spieler auf der Position des Offensive Tackles. Er spielte von 1998 bis 2010 für die Dallas Cowboys und die Pittsburgh Steelers in der National Football League (NFL).

## High School und College
Adams spielte bereits auf der Proviso West High School in Hillside, Illinois, American Football. Ausgezeichnete Leistungen zeigte er auch in anderen Sportarten, so zum Beispiel im Ringen. Sowohl im Ringen, als auch im Football wurde er in das Auswahlteam von Illinois gewählt. Nach seinem Schulabschluss studierte er an der Michigan State University. Er konnte mit seiner Mannschaft in drei Bowlspiele einziehen. Alle Spiele gingen allerdings verloren. Auch auf dem College wurde Adams zum All American gewählt und erhielt eine Auszeichnung für den besten Offensive Lineman seiner Liga.

## NFL
Im NFL Draft 1998 wurde der 200 cm große und 154 kg schwere Offensive Tackle von den Dallas Cowboys in der zweiten Runde an 38. Stelle ausgewählt. Gleich in der ersten Saison konnte er sich unter Head Coach Chan Gailey als Starter etablieren. Während seiner Spielzeit in Dallas wurde er fünfmal in den Pro Bowl, dem Abschlussspiel der besten Spieler einer Saison, gewählt. 2005 erhielt seine Karriere einen deutlichen Rückschlag. Er zog sich am sechsten Spieltag in einem Spiel gegen die New York Giants eine schwere Verletzung zu und musste den Rest der Saison aussetzen. 2006 hatte er sich wieder erholt und zog mit seiner Mannschaft in die Play-offs ein, wo man allerdings frühzeitig ausschied. Im Jahr 2008 erhielt er von dem Besitzer der Cowboys, Jerry Jones, einen Vertrag mit einer Laufzeit von sechs Jahren, in dem ihm ein Gehalt von circa 42 Millionen US-Dollar zugesichert wurde. 2009 erhielt Adams von der NFL eine Strafe über 12.500 US-Dollar, da er zwei Gegenspieler der New York Giants in einem Heimspiel unfair gefoult hatte.
Adams ist seit 2005 der Spieler mit den zweit meisten Strafen in der gesamten NFL (67).

Am 2. April 2010 wurde Adams von den Cowboys entlassen.

Am 29. Juli 2010 einigten sich die Pittsburgh Steelers und Adams auf einen Vertrag über zwei Jahre. Bei den Steelers ersetzte er den Right Tackle Willie Colon, der die gesamte Saison verletzt aussetzen musste. Adams gelang es mit seiner Mannschaft in das AFC Championship Game einzuziehen, wo die New York Jets mit 24:19 geschlagen wurden. Der daran anschließenden Super Bowl XLV ging gegen die Green Bay Packers allerdings mit 31:25 verloren. Nach der Saison wurde Adams erneut entlassen.

## Abseits des Spielfelds
Adams ist auf dem rechten Ohr taub. Er lebt in McKinney, Texas. Wie alle Spieler der Cowboys unterstützte er karitative Tätigkeiten des Vereins.